# Metrodoro di Chio
Metrodoro di Chio (fl. V-IV secolo a.C.) è stato un filosofo greco antico vissuto tra la seconda metà del V secolo a.C. e la prima metà del IV secolo a.C..
Scarsissime sono le notizie su di lui. Ne fa menzione Diogene Laerzio. È attivo intorno al 400 a.C.: fu allievo  di Democrito e ne seguì le teorie atomistiche. 
La tradizione lo identifica come l'autore delle Storie ioniche, delle Storie troiane e dell'opera, La Natura, della quale restano solo due frammenti.

## Il pensiero
Interessato alla meteorologia e all'astronomia, Metrodoro ne La Natura avrebbe ampliato le tesi di Democrito concependo l'universo eterno ed infinito abitato da infiniti mondi.
Quanto scrive Metrodoro nella introduzione alla sua opera:
lo ha fatto ritenere dalla tradizione appartenente alla corrente dello scetticismo.
Gli odierni studi di storia della filosofia invece hanno interpretato il frammento come l'affermazione di una conoscenza basata esclusivamente sulla ragione che respinge la semplice ricezione della realtà attraverso le ingannevoli sensazioni e che rifiuta una conoscenza come corrispondenza del pensiero alla realtà.
Questa interpretazione moderna viene sostenuta anche dal secondo frammento dell'opera di Metrodoro dove si dice:

o secondo una diversa traduzione: